# Liou Čchi
Liou Čchi (čínsky pchin-jinem Liú Qí, znaky zjednodušené 刘淇, tradiční 劉淇; * 3. listopadu 1942) je bývalý čínský komunistický politik, původně hutní inženýr se vypracoval na ředitele společnosti a roku 1993 přešel do politiky, když byl jmenován ministrem hutního průmyslu (1993–1998). Poté zaujímal funkce náměstka starosty Pekingu (1998–1999) a zástupce tajemníka pekingského městského výboru KS Číny (1998–2002), starosty Pekingu (1999–2002) a tajemníka pekingského městského výboru KS Číny (2002–2012). Současně byl členem vedení Komunistické strany Číny jako kandidát (1992–1997) a člen (1997–2012) ústředního výboru a člen politbyra (2002–2012).

## Život
Liou Čchi se narodil 29. října 1944 v okresu Wu-ťin v provincii Ťiang-su. Vystudoval 101. pekingskou střední školu a v letech 1959–1964 hutnickou fakultu Pekingského ocelářského institutu; na téže fakultě absolvoval čtyřleté postgraduální studium. Od roku 1968 pracoval ve Wuchanské železářské a ocelářské společnosti, začal jako dělník a přes technika, mistra, vedoucího provozu a oddělení a náměstka ředitele (od 1983) postoupil až na ředitele společnosti (1990–1993). Mezitím roku 1975 vstoupil do Komunistické strany Číny. Na XIV. sjezdu KS Číny v říjnu 1992 byl zvolen kandidátem ústředního výboru.
V letech 1993–1998 byl ministrem hutního průmyslu. Na XV. sjezdu KS Číny v září 1997 postoupil mezi členy ústředního výboru (znovuzvolen 2002 a 2007). Po zrušení ministerstva roku 1998 přešel v dubnu téhož roku na místo náměstka starosty Pekingu a zástupce tajemníka pekingského městského výboru KS Číny. V únoru 1999 povýšil na starostu Pekingu (do ledna 2003). Od října 2002 vykonával funkci tajemníka pekingského městského výboru KS Číny, vzápětí byl na XVI. sjezdu KS Číny v listopadu 2002 zvolen členem politbyra (znovuzvolen na XVII. sjezdu roku 2007). V čele pekingských komunistů zůstal po dvě funkční období, do července 2012.
V červenci 2012 byl odvolán z vedení strany v Pekingu, kde ho nahradil Kuo Ťin-lung, náhradou byl jmenován místopředsedou komise pro řízení výstavby duchovní civilizace ústředního výboru KS Číny.
Na XVIII. sjezdu KS Číny v listopadu 2012 odešel ze stranických funkcí do penze.